# Читинская соборная мечеть
Читинская соборная мечеть — действующая старая татарская мечеть находится в исторической части города Чита рядом с деревянным домом купца Рахматуллы Нигматуллина, который пожертвовал частью своих земель. Построена в 1906 году по проекту читинского архитектора Пономорёва Ф. Е. на средства татарских купцов. Здание двухэтажное, облицованное красным кирпичом, с высоким минаретом. Является памятником архитектуры и градостроительства регионального значения.

## История
В начале XX века в Чите была большая и богатая мусульманская община, состоящая в основном из татар. Целая татарская слобода располагалась в районе современных улиц Ленской (восточная часть современной ул. Анохина) и Красноярской.  Желание иметь собственное религиозное учреждение до некоторых пор являлось неосуществимым, однако в 1903 году после объявления свободы вероисповеданий активность местных мусульман пришлась очень кстати. Читинская соборная мечеть была построена в 1904 – 1906 годах благодаря усилиям татарской общины. В общину входили купцы Ш. Шафигулин, Ш. Шафеев, Р. Ибрагимов Х.Селиханов, К. Урманчеев, Б. Гениатулин и другие. Землю под мечеть выделил старейшина татарской общины и купец Рахматулла Нигматуллин рядом со своим деревянным домом. Автор проекта – городской архитектор Ф.Е. Пономарев.

В справочнике по городу за 1910 год сообщается: 
«В конце Ленской улицы высится красивый легкий минарет каменной мечети, быстро возведенной местными магометанами после объявления свободы вероисповедания»
С 1910 года муллой мечети был Исмагил Султан Ахун Галеев. В ноябре 1913 года при мечети было создано Магометанское общество и открыта русско-татарская школа. Мечеть стала одним из лучших зданий Читы. 
В 1918 году магометанское общество не приняло советской власти и с радостью встретило приход атамана Семёнова.
В июле 1919 года в мечети состоялись выборы в городской меджлис. В августе этого же года местное национальное управление мусульман возглавлял Х. Низмутдинов.
С приходом советской власти мечеть и мусульманская школа закрылись. В 1936 году помещение мечети заняла дистанция пути Забайкальской железной дороги, а в последующие годы мечеть использовалась различными учреждениями. 
В 1992 году здание мечети было передано читинской мусульманской общине. В настоящее время при соборной мечети в Чите открылась школа татарского языка, регулярно ведутся службы.
С 1993 года здание признано объектом культурного наследия регионального значения (Решение Мал. совета Чит. обл. Совета нар. депутатов № 47 от 4.3.1993).
24 октября 1995 года состоялось торжественное водружение нового минарета на купол соборной мечети, который своими размерами и формой повторял старый минарет, увы, не подлежавший восстановлению. Через два месяца состоялась торжественная установка полумесяца на шпиль минарета.
Большую роль в возвращении мечети верующим сыграл Р. Габдрахманов, первый, после долгих лет государственного атеизма, председатель совета мусульманской общины Читы. При нем начались восстановительные работы в здании. В дальнейшем председателями совета были Г. Ахмедьянов, С. Шарафутдинов.
В 2012 году при мечети построено медресе. В 2015 завершена реставрация.
В планах отреставрировать деревянный дом купца Рахматуллы Нигматуллина, который в своё время безвозмездно передал земельный участок под строительство мечети.

## Описание
Стройное двухэтажное здание из красного кирпича располагается на ленточном бутовом фундаменте и построено по традиционной для татарских мечетей схеме «минарет на крыше». Вытянутая башня восьмигранного минарета увенчана луковичной главкой. В верхнем ярусе минарета устроена обходная галерея. К южному торцевому фасаду здания примыкает пятигранный михраб. Стены нижнего этажа, михраба и простенок между окнами второго этажа рустованы (рельефная кладка). Карниз основного здания, михраба и минарета украшен арочным поясом. Окна верхнего этажа имеют полуциркульные и стрельчатые завершения. У каждого этажа есть вход с улицы. Вход на второй этаж осуществляется по лестнице с площадкой, перекрытой кирпичными сводами. Здание используется по первоначальному назначению. В 2012 году при мечети построено медресе. В 2015 году завершена реставрация. Вместимость 700 человек.